# Pedicularis talassica
Pedicularis talassica är en snyltrotsväxtart som beskrevs av Aleksei Ivanovich Vvedensky. Pedicularis talassica ingår i släktet spiror, och familjen snyltrotsväxter. Inga underarter finns listade i Catalogue of Life.